# Vélieux
Vélieux – miejscowość i gmina we Francji, w regionie Oksytania, w departamencie Hérault.
Według danych na rok 1990 gminę zamieszkiwały 34 osoby, a gęstość zaludnienia wynosiła 3 osoby/km² (wśród 1545 gmin Langwedocji-Roussillon Vélieux plasuje się na 866. miejscu pod względem liczby ludności, natomiast pod względem powierzchni na miejscu 684.).